# Nathaniel Southgate Shaler
 (avril 2009).
Si vous disposez d'ouvrages ou d'articles de référence ou si vous connaissez des sites web de qualité traitant du thème abordé ici, merci de compléter l'article en donnant les références utiles à sa vérifiabilité et en les liant à la section « Notes et références ».
Nathaniel Southgate Shaler (20 février 1841-10 avril 1906) est un paléontologue et géologue qui s'intéresse particulièrement aux implications théologiques et scientifiques de la théorie de l'évolution.

## Biographie
Shaler étudie à l'université Harvard sous la direction de Louis Agassiz. Il y reste d'ailleurs en tant que conférencier puis professeur de paléontologie pendant deux décennies (1869-1888) suivi par deux autres décennies d'enseignement en tant que professeur de géologie (1888-1906).
Très tôt dans sa carrière professionnelle, Shaler se positionne en tant que créationniste et anti-darwiniste. C'est principalement par déférence à Agazziz dont la bienveillance permet à Shaler une rapide ascension dans la hiérarchie de Harvard. Quand sa place est assurée, il accepte progressivement les principes darwiniens mais au travers de la pensée néo-lamarckienne : la doctrine de la sélection naturelle — hasard, éventualités et opportunisme — est rejetée pour une vision d'ordre, de but et de progrès dans lesquels les caractéristiques biologiques sont héritées grâce à l'effort individuel de chaque organisme. Shaler soutient également le polygénisme d'Agassiz, une théorie raciste, lui donnant ainsi le vernis universitaire qui lui manquait.
À la fin de sa carrière, Shaler est membre du Harvard's Dean of Sciences et est l'un des enseignants les plus populaires de l'université. Il publie un nombre incalculable de traités tout au long de sa vie sur des sujets aussi variés que les études topographiques ou la morale.
Shaler est aujourd'hui connu comme un universitaire conservateur étant resté à l'écart du courant de l'histoire scientifique, acceptant la théorie de l'évolution d'un côté mais luttant ardemment contre elle de l'autre.
Shaler sert également en tant qu'officier de l'Union pendant la guerre de Sécession.